# Galleria d'arte di Magonza
La Galleria d'arte di Magonza (in tedesco Kunsthalle Mainz) è un museo interamente dedicato all’arte contemporanea situato al vecchio porto doganale (Zollhafen) di Magonza.